# 高野屋友右衛門
高野屋 友右衛門（たかのや ともえもん、生没年不詳）は江戸時代の江戸の地本問屋。

## 来歴
高友と号す。幕末に江戸の浅草茅町2丁目七郎右衛門店、後に米沢町2丁目藤六店、上横町長吉店で地本問屋を営業している。3代目歌川豊国、松蝶楼関斎、歌川国芳、歌川芳虎の錦絵を出版している。

## 作品
- 3代目歌川豊国 「岩戸神楽の起顕」 大判3枚続 弘化初期
- 松蝶楼関斎 「英雄組討鑑 佐藤正清 浜路将監」 大判 弘化4年 東京都立中央図書館所蔵
- 歌川国芳 「春興三人生酔」
- 歌川芳虎 「七面大明神由来」